# Dave Thomas (programador)

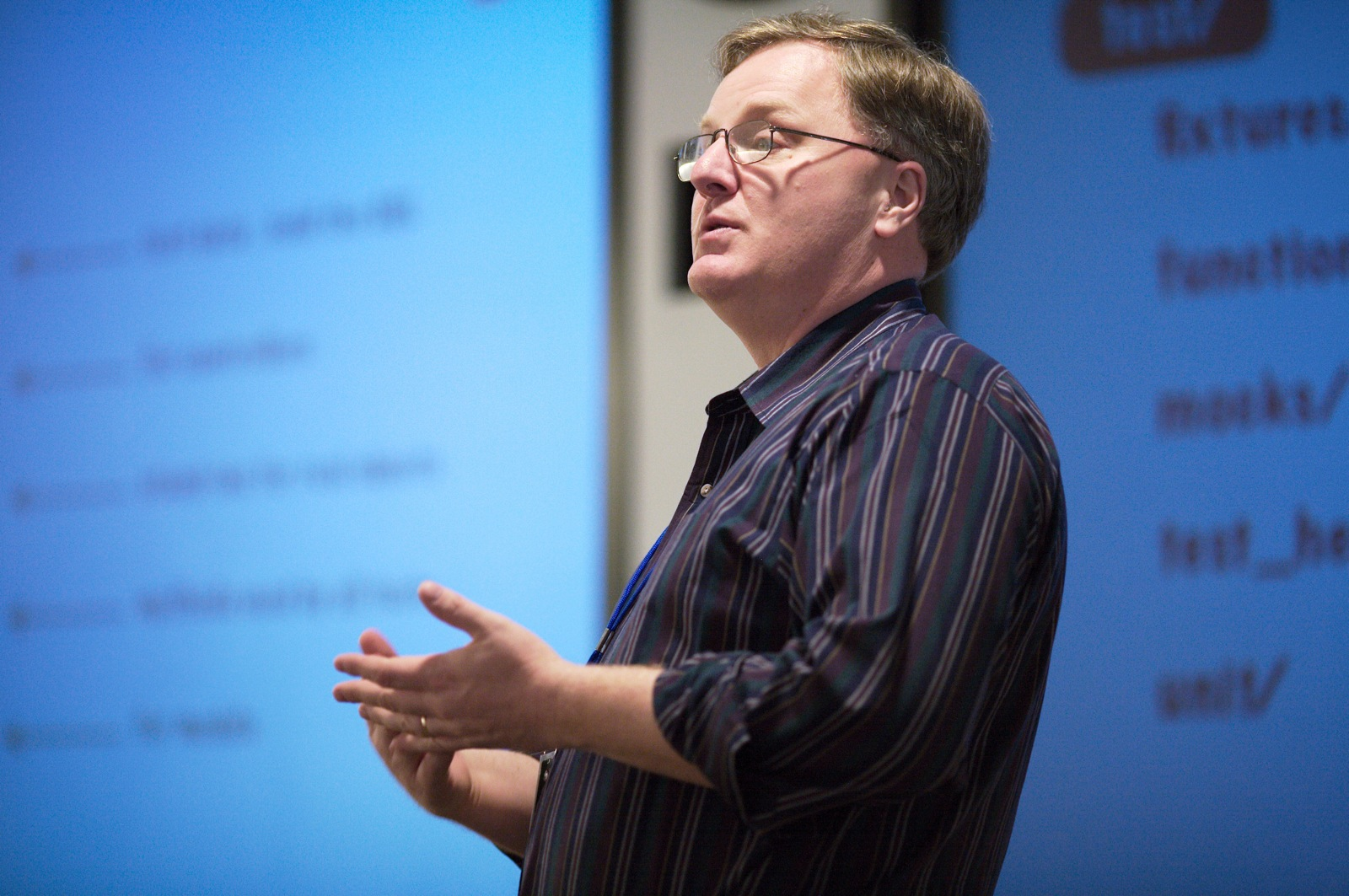
Dave Thomas hablando en el Pasadena Rails Studio

Dave Thomas (12 de agosto de 1956) es un programador, autor y editor estadounidense-británico. Ha escrito sobre Ruby y, junto con Andy Hunt, es coautor de El programador pragmático y dirige la editorial The Pragmatic Bookshelf. Thomas dejó Inglaterra y se mudó a Estados Unidos en 1994. Vive al norte de Dallas, Texas.
Thomas acuñó las frases "Code Kata" y "DRY" (No te repitas por sus siglas en inglés, Don't Repeat Yourself), y autor y firmante fundador del manifiesto del desarrollo ágil de software. 
Estudió informática en el Imperial College de Londres.

## Obras
- The Pragmatic Programmer, Andrew Hunt and David Thomas, 1999, Addison Wesley, ISBN 0-201-61622-X.
- Programming Ruby: A Pragmatic Programmer's Guide, David Thomas and Andrew Hunt, 2000, Addison Wesley, ISBN 0-201-71089-7
- Pragmatic Version Control Using CVS, David Thomas and Andrew Hunt, 2003, The Pragmatic Bookshelf, ISBN 0-9745140-0-4
- Pragmatic Unit Testing in Java with JUnit, Andrew Hunt and David Thomas, 2003, The Pragmatic Bookshelf, ISBN 0-9745140-1-2
- Pragmatic Unit Testing in C# with Nunit, Andrew Hunt and David Thomas, 2004, The Pragmatic Bookshelf, ISBN 0-9745140-2-0
- Programming Ruby (2nd Edition), Dave Thomas, Chad Fowler, and Andrew Hunt, 2004, The Pragmatic Bookshelf, ISBN 0-9745140-5-5
- Pragmatic Unit Testing in C# with Nunit, 2nd Edition, Andy Hunt and David Thomas with Matt Hargett, 2007, The Pragmatic Bookshelf, ISBN 978-0-9776166-7-1
- Agile Web Development with Rails, Dave Thomas, David Heinemeier Hansson, Andreas Schwarz, Thomas Fuchs, Leon Breedt, and Mike Clark, 2005, Pragmatic Bookshelf, ISBN 0-9766940-0-X
- Agile Web Development with Rails (2nd edition), Dave Thomas, with David Heinemener Hansson, Mike Clark, Justin Gehtland, James Duncan Davidson, 2006, Pragmatic Bookshelf, ISBN 0-9776166-3-0
- Programming Elixir: Functional |> Concurrent |> Pragmatic |> Fun, Dave Thomas, foreword by José Valim the creator of Elixir, and edited by Lynn Beighley, 2014, Pragmatic Bookshelf, ISBN 978-1-937785-58-1